# Fredrik Rekke
Lars Fredrik Torsten Rekke, född 8 december 1918 på Frösön, död 3 september 1993 i Växjö, var en svensk jurist.
Efter studentexamen i Östersund 1936 blev Rekke filosofie kandidat 1941 och juris kandidat 1947 vid Lunds universitet. Han genomförde tingstjänstgöring 1947–1949 vid Ingelstads och Järrestads domsaga och tjänstgjorde vid hovrätten för Västra Sverige 1949–1958. Han var tingsdomare vid Piteå domsaga 1959 och utsågs 1962 till hovrättsråd vid hovrätten för Övre Norrland. Han var häradshövding vid Piteå domsaga 1964–1970 samt lagman vid Gällivare tingsrätt 1971–1976 innan han avslutade karriären som lagman vid Växjö tingsrätt 1977–1985.
Rekke var son till distriktssekreteraren vid Statens Järnvägar Torsten Rekke och hans maka Hélène, född Psilanderhielm. Han var från 1944 gift med filosofie magister Brita Lindell (1923–2002) och far till Lars Rekke.